# Sigma Sport-Specialized/Saison 2010
Dieser Artikel listet Erfolge und Mannschaft des Radsportteams Sigma Sport-Specialized in der Saison 2010 auf.

## Mannschaft
| Name               | Geburtstag         | Nationalität           | Team 2009                     |
| ------------------ | ------------------ | ---------------------- | ----------------------------- |
| Stephen Adams      | 6. Dezember 1988   | Vereinigtes Königreich | Plowman Craven-Madison        |
| Thomas Copeland    | 18. Februar 1989   | Vereinigtes Königreich | Neoprofi                      |
| Daniel Duguid      | 8. März 1981       | Vereinigtes Königreich | Neoprofi                      |
| Stephen Gallagher  | 9. Juli 1980       | Irland                 | An Post-Sean Kelly Team       |
| Kit Gilham         | 26. September 1979 | Vereinigtes Königreich | Neoprofi                      |
| Tom Last           | 22. Dezember 1988  | Vereinigtes Königreich | Neoprofi                      |
| Simon Lewis        | 1. April 1989      | Vereinigtes Königreich | Neoprofi                      |
| Gareth Montgomerie | 25. November 1982  | Vereinigtes Königreich | Neoprofi                      |
| Thomas Murray      | 6. Dezember 1985   | Vereinigtes Königreich | Plowman Craven-Madison        |
| Simon Richardson   | 21. Juni 1983      | Vereinigtes Königreich | Rapha Condor                  |
| Tom Snape          | 13. Juli 1989      | Vereinigtes Königreich | Cinelli-Down Under            |
| Matthew Stephens   | 4. Januar 1970     | Vereinigtes Königreich | Linda McCartney-Jaguar (2001) |
| Wouter Sybrandy    | 20. Februar 1985   | Niederlande            | Neoprofi                      |
| James Williamson   | 28. Juni 1981      | Vereinigtes Königreich | Neoprofi                      |